# Arabische Platte

Übersicht Lithosphärenplatten

Als Arabische Platte wird in der Plattentektonik eine der kleineren Kontinentalplatten bezeichnet, welche die Arabische Halbinsel und angrenzende Meeresgebiete umfasst und sich nach Norden in Richtung Südosttürkei erstreckt. Obwohl die Arabische Halbinsel geographisch zu Eurasien zählt, hat die Arabische Platte geologisch eine enge Beziehung zu Afrika.

## Geographische Lage
Die tektonische Platte grenzt an die Afrikanische Platte im Westen und Südwesten, an die Indische Platte im Südosten, an die Eurasische Platte im Osten und an die Anatolische Platte im Norden. Zudem bildet sie zusammen mit der Afrikanischen Platte den Graben des Roten Meeres sowie den nördlichen Teil des Großen Afrikanischen Grabenbruchs.

## Plattenrand

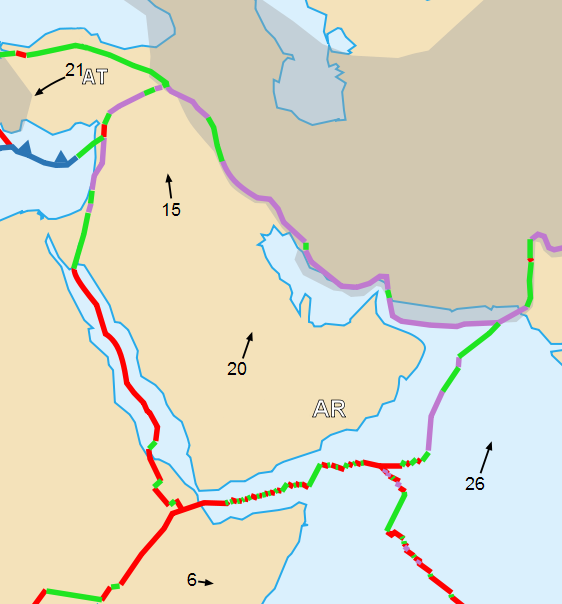
Karte der Arabischen Lithosphärenplatte (AR) mit ihren Grenzen zu den benachbarten Platten: rot = divergent, grün = transform, violett = konvergent

Die südwestliche divergente Plattengrenze (auseinander strebend) liegt im Roten Meer, wodurch unter anderem der dort liegende 244 m hohe Vulkan Dschabal at-Tair entsteht, doch reicht sie auch bis auf den östlichen Afrikanischen Kontinent. Dort, in der vulkanisch aktiven Afar-Senke, liegt der Tripelpunkt, wo drei Plattenränder aufeinanderstoßen. Von dort aus führt noch ein kleines Stück der divergenten Plattengrenze nach Osten (Aden-Rücken), um östlich des Golfs von Aden in Transformstörungen (zum Beispiel die Owen-Bruchzone) und in den Murray-Rücken im Norden des Arabischen Meers überzugehen, das ein Randmeer des Indischen Ozeans ist.
Der Nordosten der Arabischen Platte ist eine größtenteils konvergente Plattengrenze (zusammenstoßend). Die Plattengrenze beginnt im Osten in der Nähe der iranisch-pakistanischen Makran-Küste im Arabischen Meer. Durch die Subduktion ozeanischer Kruste entstanden dort 500 km bis 600 km nordwärts die heute nicht mehr aktiven Vulkane Bazman und Taftan. Die Plattengrenze geht in der Straße von Hormus landeinwärts, durchquert einige westliche iranische Provinzen, wo kontinentale Kruste sich zum Zāgros-Gebirge aufwölbt, und endet in Ostanatolien, in der Türkei. Dort sind durch die Gebirgsbildung das Taurusgebirge und das Armenische Hochland entstanden.
Im Nordwesten liegen Transformstörungen (Ostanatolische Verwerfung und Transformstörung des Toten Meeres), die ausgehend von der südöstlichen Türkei die westliche Plattengrenze bildet und über den Flusslauf des Orontes und den Jordangraben bis zum Golf von Akaba ins Rote Meer führt.

## Gestalt

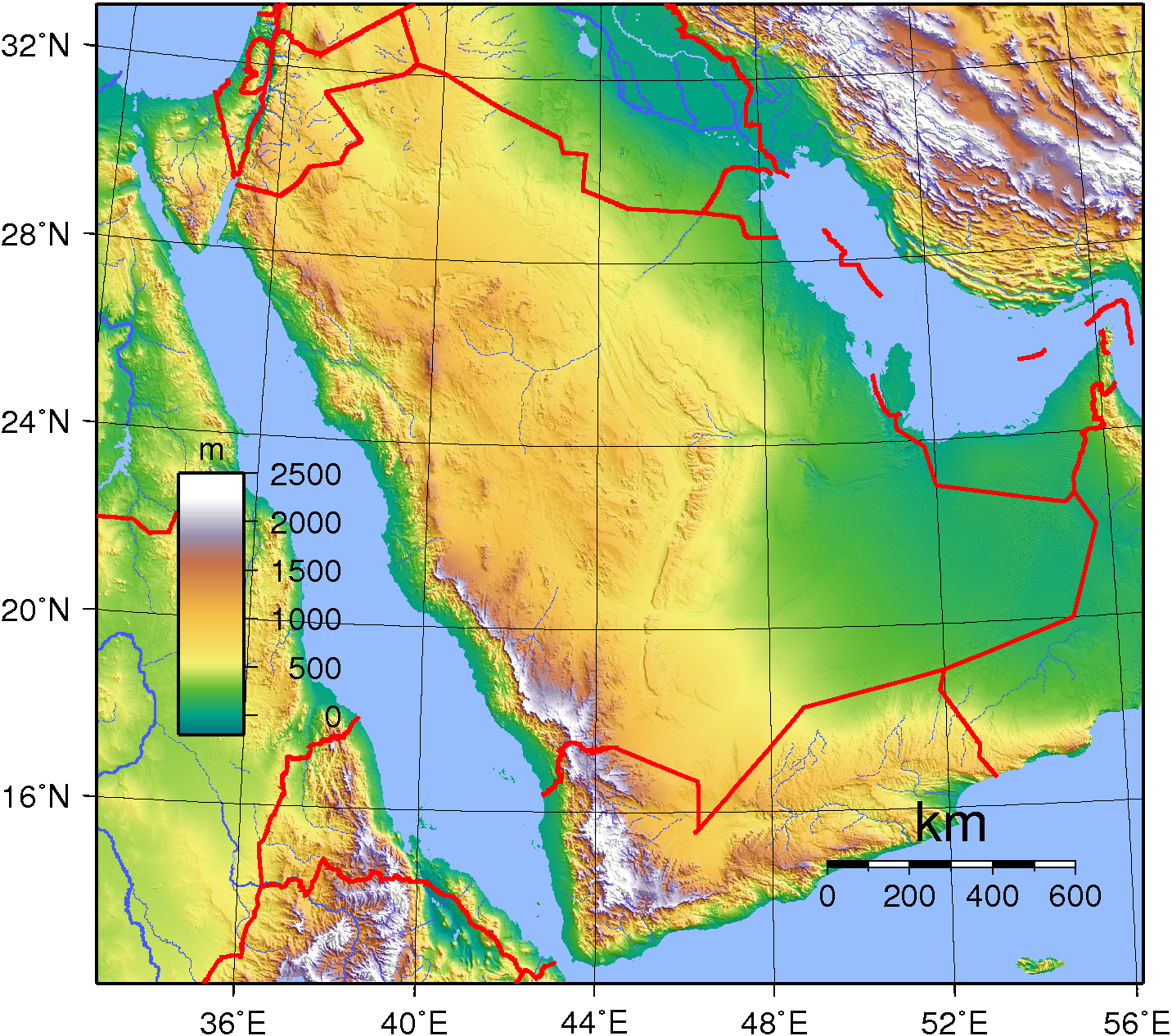
Topographische Karte der Arabischen Halbinsel

Das Rote Meer ist ein bis zu 2604 m tiefes, 2240 km langes und dabei relativ schmales Nebenmeer des Indischen Ozeans, das jedes Jahr im Norden um 0,8 cm und im Süden um 1,6 cm breiter wird.
Der geologisch älteste Teil der Arabischen Platte ist der Arabische Schild, welcher sich neben dem Roten Meer befindet. Hier liegen der Hedschas, das Asir-Gebirge und im Jemen der 3760 Meter hohe Berg Dschabal an-Nabi Schuʿaib.
Im Zentrum und teilweise im Osten der Arabischen Platte ist das im Westen an die Erdoberfläche gelangte präkambrische Gestein von einer zunehmenden, bis über 10 Kilometer dicken Schicht von Sedimentgestein bedeckt. Dort finden sich große unterirdische Salzbecken, die sich teilweise zu Salzstöcken umformten. Aufgrund von undurchlässigen Gesteinsschichten sind dort auch Lagerstätten von Erdöl und Erdgas entstanden. Die größten Ölfelder sind das Ghawar-Ölfeld in Saudi-Arabien und das Burgan-Ölfeld in Kuwait. Das größte Gasfeld ist das Nord-Feld in Katar, das in Iran seine Fortsetzung findet. Auf der iranischen und irakischen Seite des Persischen Golfs und im Gebiet um Mosul, im Irak, gibt es weitere Lagerstätten. Im Omangebirge finden sich Ophiolithe, also auf das Festland geschobener ehemaliger Ozeanboden.

## Geologische Geschichte

Ausbisse des nördlichen Teils des Arabisch-Nubischen Schildes

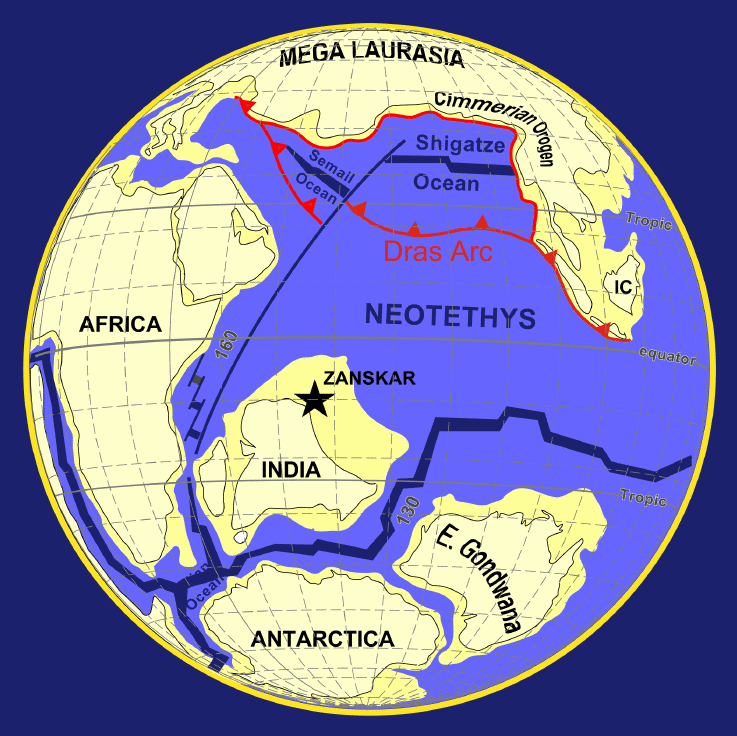
Kontinente vor 100 Millionen Jahren

Vor 100 Millionen Jahren war die Arabische Platte noch Teil der Afrikanischen Platte. Der Arabisch-Nubische Schild hatte sich schon vor 580 Millionen Jahren formiert, doch das heute östlich daneben liegende Land lag noch unter Wasser. Zwischen der Afrikanischen und der Eurasischen Platte lag damals der Tethys-Ozean. Dieser Ozean begann sich vor 90 Millionen Jahren durch intraozeanische Subduktion zu schließen und seit etwa 50 Millionen Jahren (Eozän) wölbt sich der einstige Meeresboden auf. Dabei begann sich der Arabisch-Nubische Schild zu teilen und bildete das Rote Meer. Vor etwa 20 Millionen Jahren (Miozän) begann die Umwandlung der Tethys zu einer immer flacheren Meeresstraße. Vor etwa 15 Millionen Jahren entstanden erste Inseln, die in Anzahl und Größe ständig zunahmen, um dann letztendlich eine Landverbindung zwischen Asien und der Arabischen Halbinsel auszubilden. Als das Mittelmeer während der Messinischen Salinitätskrise vor etwa 5 Millionen Jahre austrocknete, war die Landverbindung eindeutig vorhanden. Aus diesen einst flachen Landschaften sind heute große Faltengebirge entstanden, so gibt es beispielsweise das Zagros-Gebirge seit dem Pliozän.